# Jertih
Jertih – miasto w Malezji, w stanie Terengganu. W 2000 roku liczyło 11 930 mieszkańców.